# Форнино (Фиренца)
Форнино је насеље у Италији у округу Фиренца, региону Тоскана.
Према процени из 2011. у насељу је живело 47 становника. Насеље се налази на надморској висини од 17 м.